# 火の国まつり
火の国まつり（ひのくにまつり）は、熊本県熊本市で毎年8月、第1週の3日間開催される日本の祭り。

## 概要
1978年に第1回大会を開催。2日目にはおてもやん総おどりを行い、市電を一部運休して歩行者天国となる。
以前は8月11日から13日まで開催されたが、現在は8月の第1週の金・土・日曜日に開催されている。また、TKU納涼花火大会が上江津湖湖畔で開催されていたことがある。かつては祭り期間中に市電で花電車を運行していたが、電力事情などの問題により2012年より中止されている。
1991年は雲仙岳噴火の影響で中止となった。2016年は熊本地震後まもない時期であったが、開催された。
新型コロナウイルス感染拡大防止のため、2020年以降は3年連続で中止された。2025年はTKUの日とのコラボを実施